# Kolovrat, Zagorje ob Savi
Kolovrat este o localitate din comuna Zagorje ob Savi, Slovenia, cu o populație de 141 de locuitori.